# Lijst van zwemrecords 4×100 meter vrije slag mannen
Dit is een overzicht van de verschillende zwemrecords op de 4×100 meter vrije slag bij de mannen, onderverdeeld in de langebaan (50 meter) en de kortebaan (25 meter).

## Langebaan (50 meter)

### Ontwikkeling wereldrecord
| Nr. | Naam                                                                       | Land             | Tijd    | Datum             | Plaats       |
| --- | -------------------------------------------------------------------------- | ---------------- | ------- | ----------------- | ------------ |
|     | Michael Phelps, Garrett Weber-Gale, Cullen Jones, Jason Lezak              | Verenigde Staten | 3.08,24 | 11 augustus 2008  | Peking       |
|     | Nathan Adrian, Cullen Jones, Benjamin Wildman-Tobriner, Matt Grevers       | Verenigde Staten | 3.12,23 | 10 augustus 2008  | Peking       |
|     | Michael Phelps, Neil Walker, Cullen Jones, Jason Lezak                     | Verenigde Staten | 3.12,46 | 19 augustus 2006  | Victoria     |
|     | Roland Mark Schoeman, Lyndon Ferns, Darian Townsend, Ryk Neethling         | Zuid-Afrika      | 3.13,17 | 15 augustus 2004  | Athene       |
|     | Michael Klim, Chris Fydler, Ashley Callus, Ian Thorpe                      | Australië        | 3.13,67 | 16 september 2000 | Sydney       |
|     | David Fox, Joe Hudepohl, Jon Olsen, Gary Hall jr.                          | Verenigde Staten | 3.15,11 | 12 augustus 1995  | Atlanta      |
|     | Chris Jacobs, Troy Dalbey, Tom Jager, Matt Biondi                          | Verenigde Staten | 3.16,53 | 23 september 1988 | Seoel        |
|     | Scott McAdam, Paul Wallace, Mike Heath, Matt Biondi                        | Verenigde Staten | 3.17,08 | 17 augustus 1985  | Tokio        |
|     | Chris Cavanaugh, Mike Heath, Matt Biondi, Rowdy Gaines                     | Verenigde Staten | 3.19,03 | 2 augustus 1984   | Los Angeles  |
|     | Chris Cavanaugh, Robin Leamy, David McCagg, Rowdy Gaines                   | Verenigde Staten | 3.19,26 | 5 augustus 1982   | Guayaquil    |
|     | Jack Babashoff, Rowdy Gaines, Jim Montgomery, David McCagg                 | Verenigde Staten | 3.19,74 | 22 augustus 1978  | West-Berlijn |
|     | Rick DeMont, Joe Bottom, Jim Montgomery, Jack Babashoff                    | Verenigde Staten | 3.21,11 | 28 augustus 1977  | Oost-Berlijn |
|     | Bruce Furniss, Jim Montgomery, Andy Coan, John Murphy                      | Verenigde Staten | 3.24,85 | 23 juli 1975      | Cali         |
|     | Andy Coan, Jim Montgomery, Mike Bottom, Tom Hickcox                        | Verenigde Staten | 3.25,17 | 1 september 1974  | Concord      |
|     | David Edgar, John Murphy, Jerry Heidenreich, Mark Spitz                    | Verenigde Staten | 3.26,42 | 28 augustus 1972  | München      |
|     | Dave Fairbank, Gary Conelly, Jerry Heidenreich, David Edgar                | Verenigde Staten | 3.28,84 | 28 augustus 1972  | München      |
|     | Don Havens, Mike Weston, Bill Frawley, Frank Heckl                         | Verenigde Staten | 3.28,8  | 23 augustus 1970  | Los Angeles  |
|     | Zac Zorn, Steve Rerych, Mark Spitz, Ken Walsh                              | Verenigde Staten | 3.31,7  | 17 oktober 1968   | Mexico-Stad  |
|     | Zac Zorn, Steve Rerych, Ken Walsh, Don Schollander                         | Verenigde Staten | 3.32,5  | 3 september 1968  | Long Beach   |
|     | Ken Walsh, Zac Zorn, Don Havens, Greg Charlton                             | Verenigde Staten | 3.32,6  | 28 augustus 1967  | Tokio        |
|     | Steve Clark, Mike Austin, Gary Ilman, Don Schollander                      | Verenigde Staten | 3.33,2  | 14 oktober 1964   | Tokio        |
|     | Steve Clark, R. McDonough, Gary Ilman, Robert Townsend                     | Verenigde Staten | 3.36,1  | 18 augustus 1963  | Tokio        |
|     | Steve Clark, N. Schoenman, Don Schollander, Robert Townsend                | Verenigde Staten | 3.39,9  | 4 juli 1963       | Los Altos    |
|     | Alain Gottvalles, Gérard Gropaiz, Jean-Pascal Curtillet, Robert Christophe | Frankrijk        | 3.42,5  | 10 augustus 1962  | Thionville   |
|     | Ed Follett, Lance Larson, Jeff Farrell, Joe Alkire                         | Verenigde Staten | 3.44,4  | 21 juli 1959      | Tokio        |
|     | Gary Chapman, John Konrads, Geoffrey Shipton, John Devitt                  | Australië        | 3.46,3  | 3 mei 1958        | Brisbane     |
|     | Hiroshi Suzuki, Atsushi Tani, Toru Goto, Manabu Koga                       | Japan            | 3.46,8  | 6 augustus 1955   | Tokio        |
|     | Dick Thoman, Donald Sheff, W. Farnsworth, R. Reid                          | Verenigde Staten | 3.47,9  | 19 maart 1951     | New Haven    |
|     | Alan Ford, E. Hueber, Frank Doolet, H. Johnson                             | Verenigde Staten | 3.48,6  | 29 juni 1948      | New Haven    |
|     | H. Johnson, R. Kelly, E. Pope, F. Lilley                                   | Verenigde Staten | 3.50,8  | 18 maart 1942     | New Haven    |
|     | W. Sanburn, E. Pope, R. Duncan, H. Johnson                                 | Verenigde Staten | 3.54,4  | 8 maart 1940      | New Haven    |
|     | T. Hirose, O. Jaretz, Paul Wolf, Peter Fick                                | Verenigde Staten | 3.59,2  | 20 augustus 1938  | Berlijn      |
|     | Gyula Zolyomi, Ferenc Csik, István Korosi, Ödön Gróf                       | Hongarije        | 4.02,0  | 14 juli 1938      | Boedapest    |
|     | Otto Wille, Werner Birr, Werner Plath, Kurt von Eckenbrecher               | Duitsland        | 4.02,4  | 1 april 1938      | Kopenhagen   |
|     | Hermann Heibel, Hans Freese, Edward Askamp, Helmuth Fischer                | Duitsland        | 4.03,6  | 5 maart 1938      | Bremen       |
|     | Gyula Zolyomi, István Korosi, Ödön Gróf, Ferenc Csik                       | Hongarije        | 4.06,6  | 15 augustus 1937  | Boedapest    |
|     | Zoltán Kiss, Gyula Dienes, Árpád Lengyel, Ferenc Csik                      | Hongarije        | 4.10,2  | 26 juni 1937      | Boedapest    |

### OntwikkelingOlympischrecord
| Nr. | Naam                                                                  | Land             | Tijd    | Datum             | Plaats      |
| --- | --------------------------------------------------------------------- | ---------------- | ------- | ----------------- | ----------- |
|     | Michael Phelps, Garrett Weber-Gale, Cullen Jones, Jason Lezak         | Verenigde Staten | 3.08,24 | 11 augustus 2008  | Peking      |
|     | Nathan Adrian, Cullen Jones, Benjamin Wildman-Tobriner, Matt Grevers  | Verenigde Staten | 3.12,23 | 10 augustus 2008  | Peking      |
|     | Roland Mark Schoeman, Lyndon Ferns, Darian Townsend, Ryk Neethling    | Zuid-Afrika      | 3.13,17 | 15 augustus 2004  | Athene      |
|     | Michael Klim, Chris Fydler, Ashley Callus, Ian Thorpe                 | Australië        | 3.13,67 | 16 september 2000 | Sydney      |
|     | Jon Olsen, Josh Davis, Brad Schumacher, Gary Hall jr.                 | Verenigde Staten | 3.15,41 | 23 juli 1996      | Atlanta     |
|     | Chris Jacobs, Troy Dalbey, Tom Jager, Matt Biondi                     | Verenigde Staten | 3.16,53 | 23 september 1988 | Seoel       |
|     | Chris Cavanaugh, Mike Heath, Matt Biondi, Rowdy Gaines                | Verenigde Staten | 3.19,03 | 2 augustus 1984   | Los Angeles |
|     | Neil Brooks, Greg Fasala, Michael Delany, Mark Stockwell              | Australië        | 3.19,94 | 2 augustus 1984   | Los Angeles |
|     | Richard Milton, Michael Söderlund, Mikael Örn, Per Johansson          | Zweden           | 3.23,86 | 2 augustus 1984   | Los Angeles |
|     | Dirk Korthals, Alexander Schowtka, Nicolai Klapkarek, Andreas Schmidt | West-Duitsland   | 3.24,69 | 2 augustus 1984   | Los Angeles |
|     | David Edgar, John Murphy, Jerry Heidenreich, Mark Spitz               | Verenigde Staten | 3.26,42 | 28 augustus 1972  | München     |
|     | Dave Fairbank, Gary Conelly, Jerry Heidenreich, David Edgar           | Verenigde Staten | 3.28,84 | 28 augustus 1972  | München     |
|     | Zac Zorn, Steve Rerych, Mark Spitz, Ken Walsh                         | Verenigde Staten | 3.31,7  | 17 oktober 1968   | Mexico-Stad |
|     | Steve Clark, Mike Austin, Gary Ilman, Don Schollander                 | Verenigde Staten | 3.33,2  | 14 oktober 1964   | Tokio       |
|     | Steve Clark, Lary Schulhof, Mike Austin, Gary Ilman                   | Verenigde Staten | 3.38,8  | 13 oktober 1964   | Tokio       |
|     | Peter Doak, David Dickson, John Ryan, Bob Windle                      | Australië        | 3.40,6  | 13 oktober 1964   | Tokio       |

### OntwikkelingEuropeesrecord
| Nr. | Naam                                                                        | Land                           | Tijd    | Datum             | Plaats      |
| --- | --------------------------------------------------------------------------- | ------------------------------ | ------- | ----------------- | ----------- |
|     | Amaury Leveaux, Fabien Gilot, Frédérick Bousquet, Alain Bernard             | Frankrijk                      | 3.08,32 | 11 augustus 2008  | Peking      |
|     | Amaury Leveaux, Grégory Mallet, Boris Steimetz, Frédérick Bousquet          | Frankrijk                      | 3.12,36 | 10 augustus 2008  | Peking      |
|     | Amaury Leveaux, Fabien Gilot, Frédérick Bousquet, Alain Bernard             | Frankrijk                      | 3.12,54 | 19 juni 2008      | Parijs      |
|     | Massimiliano Rosolino, Alessandro Calvi, Christian Galenda, Filippo Magnini | Italië                         | 3.14,04 | 25 maart 2007     | Melbourne   |
|     | Andrej Kapralov, Ivan Oesov, Denis Pimankov, Aleksandr Popov                | Rusland                        | 3.14,06 | 20 juli 2003      | Barcelona   |
|     | Mark Veens, Johan Kenkhuis, Klaas-Erik Zwering, Pieter van den Hoogenband   | Nederland                      | 3.14,56 | 22 juli 2001      | Fukuoka     |
|     | Johan Kenkhuis, Mark Veens, Marcel Wouda, Pieter van den Hoogenband         | Nederland                      | 3.16,27 | 26 juli 1999      | Istanboel   |
|     | Aleksandr Popov, Roman Jegorov, Denis Pimankov, Vladimir Pysjnenko          | Rusland                        | 3.16,85 | 22 augustus 1997  | Sevilla     |
|     | Roman Jegorov, Aleksandr Popov, Vladimir Predkin, Vladimir Pysjnenko        | Rusland                        | 3.17,06 | 23 juli 1996      | Atlanta     |
|     | Pavel Chnykin, Gennadi Prigoda, Veniamin Tajanovitsj, Aleksandr Popov       | Sovjet-Unie                    | 3.17,11 | 23 augustus 1991  | Athene      |
|     | Gennadi Prigoda, Joeri Basjkatov, Nikolai Yevseyev, Vladimir Tkatsjenko     | Sovjet-Unie                    | 3.18,33 | 23 september 1988 | Seoel       |
|     | Dirk Richter, Thomas Flemming, Steffen Zesner, Sven Lodziewski              | Duitse Democratische Republiek | 3.19,17 | 21 augustus 1987  | Straatsburg |
|     | Sergey Smiryagin, Sergey Krasyuk, Aleksej Markovski, Kurbatov               | Sovjet-Unie                    | 3.20,19 | 23 augustus 1984  | Moskou      |
|     | Sergey Smiryagin, Sergey Krasyuk, Vladimir Tkatsjenko, Aleksej Markovski    | Sovjet-Unie                    | 3.20,88 | 25 augustus 1983  | Rome        |
|     | Vladimir Sjemetov, Vladimir Salnikov, Aleksandr Chayev, Sergej Kopljakov    | Sovjet-Unie                    | 3.21,48 | 8 september 1981  | Split       |
|     | Sergey Krasyuk, Aleksej Markovski, Sergej Kopljakov, Sergey Smiryagin       | Sovjet-Unie                    | 3.21,69 | 21 augustus 1981  | Kiev        |
|     | Michael Groß, Peter Knust, Wilfried Kühlem, Andreas Schmidt                 | West-Duitsland                 | 3.23,87 | 29 juli 1981      | Heidelberg  |
|     | Sergey Krasyuk, Andrej Krylov, Aleksej Markovski, Sergej Kopljakov          | Sovjet-Unie                    | 3.24,39 | 2 maart 1980      | Leningrad   |
|     | Pelle Wikström, Per-Alvar Magnusson, I. Andersson, Anders Holmertz          | Zweden                         | 3.26,34 | 1 september 1979  | Tokio       |
|     | Klaus Steinbach, Andreas Schmidt, Jürgen Könnecker, Peter Nocke             | West-Duitsland                 | 3.26,57 | 16 augustus 1977  | Jönköping   |
|     | Vladimir Boere, Andrey Smirnov, Andrej Krylov, Andrei Bogdanov              | Sovjet-Unie                    | 3.26,60 | 12 maart 1976     | Tallinn     |
|     | Vladimir Boere, Vladimir Krivzov, Anatoliy Ribakov, Andrey Smirnov          | Sovjet-Unie                    | 3.28,89 | 14 maart 1975     | Dresden     |
|     | Vladimir Boere, Viktor Mazanov, Viktor Aboimov, Igor Grivennikov            | Sovjet-Unie                    | 3.29,72 | 28 augustus 1972  | München     |
|     | Vladimir Boere, Viktor Mazanov, Georgiy Kulikov, Leonid Iljitsjov           | Sovjet-Unie                    | 3.32,3  | 10 september 1970 | Barcelona   |
|     | Semjon Belits-Geiman, Viktor Mazanov, Georgiy Kulikov, Leonid Iljitsjov     | Sovjet-Unie                    | 3.34,2  | 17 oktober 1968   | Mexico-Stad |
|     | Leonid Iljitsjov, Sergey Gusev, Yevgeny Spiridonov, Georgiy Kulikov         | Sovjet-Unie                    | 3.35,6  | 3 april 1968      | Tallinn     |
|     | Sergey Gusev, Semjon Belits-Geiman, Georgiy Kulikov, Leonid Iljitsjov       | Sovjet-Unie                    | 3.35,6  | 21 september 1967 | Tbilisi     |
|     | Frank Wiegand, Udo Poser, Horst-Günter Gregor, Peter Sommer                 | Duitse Democratische Republiek | 3.36,8  | 26 augustus 1966  | Utrecht     |
|     | Viktor Mazanov, Leonid Iljitsjov, Vladimir Berezin, Vladimir Schuvalov      | Sovjet-Unie                    | 3.37,0  | 22 maart 1966     | Moskou      |
|     | Horst-Günter Gregor, Peter Sommer, Udo Poser, Frank Wiegand                 | Duitse Democratische Republiek | 3.38,1  | 31 augustus 1965  | Leipzig     |
|     | Alain Gottvalles, Gérard Gropaiz, Robert Christophe, Jean-Pascal Curtillet  | Frankrijk                      | 3.39,2  | 13 september 1964 | Boedapest   |
|     | Alain Gottvalles, Gérard Gropaiz, Jean-Pascal Curtillet, Robert Christophe  | Frankrijk                      | 3.42,5  | 10 augustus 1962  | Thionville  |
|     | Uwe Jacobsen, Haverkamp, Hans-Joachim Klein, Gerhard Hetz                   | West-Duitsland                 | 3.45,5  | 24 mei 1962       | Moskou      |
|     | Gyula Dobai, György Müller, László Szlamka, László Lantos                   | Hongarije                      | 3.46,9  | 18 september 1960 | Boedapest   |
|     | Vitali Sorokin, Viktor Polevoj, Morgacev, Igor Luschkovski                  | Sovjet-Unie                    | 3.47,1  | 16 augustus 1959  | Moskou      |
|     | Igor Luschkovski, Gennadi Nikolajev, Viktor Polevoj, Vitali Sorokin         | Sovjet-Unie                    | 3.47,4  | 23 juli 1958      | Moskou      |
|     | Vjatscheslav Kurennoj, Breus, Bogacev, Lev Balandin                         | Sovjet-Unie                    | 3.49,3  | 9 maart 1954      | Stockholm   |
|     | Vjatscheslav Kurennoj, Lev Balandin, Breus, Vladimir Skomarovsky            | Sovjet-Unie                    | 3.50,4  | 23 januari 1954   | Moskou      |
|     | László Gyöngyösi, Imre Nyéki, Zoltán Szilárd, Géza Kádas                    | Hongarije                      | 3.55,0  | 15 oktober 1950   | Boedapest   |
|     | László Gyöngyösi, Imre Nyéki, Zoltán Szilárd, Géza Kádas                    | Hongarije                      | 3.56,8  | 20 augustus 1949  | Boedapest   |
|     | Georges Vallerey, Jean Vallerey, Charles Babey, Alex Jany                   | Frankrijk                      | 3.58,4  | 15 december 1946  | Toulouse    |
|     | Werner Plath, Laugwitz, Hermann Heibel, Helmuth Fischer                     | Duitsland                      | 4.00,5  | 25 maart 1939     | Bremen      |
|     | Gyula Zolyomi, Ferenc Csik, István Korosi, Ödön Gróf                        | Hongarije                      | 4.02,0  | 14 juli 1938      | Boedapest   |
|     | Otto Wille, Werner Birr, Werner Plath, Kurt von Eckenbrecher                | Duitsland                      | 4.02,4  | 1 april 1938      | Kopenhagen  |
|     | Hermann Heibel, Hans Freese, Edward Askamp, Helmuth Fischer                 | Duitsland                      | 4.03,6  | 5 maart 1938      | Bremen      |
|     | Gyula Zolyomi, István Korosi, Ödön Gróf, Ferenc Csik                        | Hongarije                      | 4.06,6  | 15 augustus 1937  | Boedapest   |
|     | Zoltán Kiss, Gyula Dienes, Árpád Lengyel, Ferenc Csik                       | Hongarije                      | 4.10,2  | 26 juni 1937      | Boedapest   |

### Ontwikkeling Nederlands record
| Nr. | Naam                                                                         | Club | Tijd    | Datum            | Plaats       |
| --- | ---------------------------------------------------------------------------- | ---- | ------- | ---------------- | ------------ |
|     | Johan Kenkhuis, Mitja Zastrow, Klaas-Erik Zwering, Pieter van den Hoogenband | KNZB | 3.14,36 | 15 augustus 2004 | Athene       |
|     | Mark Veens, Johan Kenkhuis, Klaas-Erik Zwering, Pieter van den Hoogenband    | KNZB | 3.14,56 | 22 juli 2001     | Fukuoka      |
|     | Johan Kenkhuis, Mark Veens, Marcel Wouda, Pieter van den Hoogenband          | KNZB | 3.16,27 | 26 juli 1999     | Istanboel    |
|     | Mark Veens, Pie Geelen, Martin van der Spoel, Pieter van den Hoogenband      | KNZB | 3.19,02 | 23 juli 1996     | Atlanta      |
|     | Pie Geelen, Mark Veens, Martin van der Spoel, Pieter van den Hoogenband      | KNZB | 3.20,16 | 23 juli 1996     | Atlanta      |
|     | Pie Geelen, Mark Veens, Tim Hoeymans, Pieter van den Hoogenband              | PSV  | 3.22,38 | 25 augustus 1995 | Wenen        |
|     | Tim Hoeymans, Mark Veens, Pie Geelen, Pieter van den Hoogenband              | PSV  | 3.23,31 | 25 augustus 1995 | Wenen        |
|     | Hans Kroes, Erik Ran, Frank Drost, Patrick Dybiona                           | KNZB | 3.23,55 | 21 augustus 1986 | Madrid       |
|     | Hans Kroes, Patrick Dybiona, Frank Drost, Edsard Schlingemann                | KNZB | 3.26,59 | 10 augustus 1985 | Sofia        |
|     | Hans Kroes, Frank Drost, Cees Vervoorn, Edward Maasdijk                      | KNZB | 3.26,74 | 5 augustus 1982  | Guayaquil    |
|     | Hans Kroes, Frank Drost, Cees Vervoorn, Edward Maasdijk                      | KNZB | 3.27,75 | 5 augustus 1982  | Guayaquil    |
|     | Hans Kroes, Patrick Dybiona, Peter Drost, Edward Maasdijk                    | KNZB | 3.30,86 | 28 maart 1982    | Bratislava   |
|     | Hans Kroes, Cees Jan Winkel, Frank Drost, Peter Drost                        | KNZB | 3.32,11 | 9 september 1981 | Split        |
|     | Cees Vervoorn, Remmy Schaap, Frans Debets, Fred Eefting                      | KNZB | 3.34,09 | 23 augustus 1978 | West-Berlijn |
|     | René van der Kuil, Henk Elzerman, Fred Eefting, Albert Boonstra              | KNZB | 3.34,64 | 16 augustus 1977 | Jönköping    |
|     | Andre in het Veld, René van der Kuil, Karim Ressang, Henk Elzerman           | KNZB | 3.36,83 | 14 augustus 1976 | Boekarest    |
|     | Karim Ressang, Andre in het Veld, René van der Kuil, Ruud Beele              | KNZB | 3.38,95 | 16 augustus 1975 | Sofia        |
|     | Peter Prijdekker, Bert Bergsma, Henk Mulder, Elt Drenth                      | KNZB | 3.40,4  | 19 april 1972    | Hannover     |
|     | Peter Prijdekker, Bert Bergsma, Henk Mulder, Bob Schoutsen                   | KNZB | 3.40,4  | 4 maart 1972     | Londen       |
|     | Bert Bergsma, Peter Prijdekker, Bob Schoutsen, Ruud Beele                    | KNZB | 3.42,0  | 21 augustus 1971 | Waldkraiburg |
|     | Ron Kroon, Vinus van Baalen, Jan Jiskoot, Johan Bontekoe                     | KNZB | 3.43,8  | 13 oktober 1964  | Tokio        |
|     | Ron Kroon, Vinus van Baalen, Jan Jiskoot, Bert Sitters                       | KNZB | 3.44,3  | 16 augustus 1964 | Dieren       |
|     | Bert Sitters, Peter Vroegop, Jan Jiskoot, Ron Kroon                          | KNZB | 3.49,8  | 24 augustus 1962 | Leipzig      |
|     | Bert Sitters, Peter Vroegop, Jan Jiskoot, Ron Kroon                          | KNZB | 3.50,8  | 23 augustus 1962 | Leipzig      |
|     | Bert Sitters, Peter Vroegop, Jan Jiskoot, Ron Kroon                          | KNZB | 3.54,3  | 9 juli 1962      | Rhenen       |
|     | Jan Bouwman, Charles Ritton, Herman Willemse, Theo Hoogveld                  | KNZB | 4.00,3  | 18 mei 1957      | Blackpool    |
|     | Fred Pieters, Herman Willemse, Nico van Vliet, Wim de Vreng                  | KNZB | 4.06,7  | 27 juni 1953     | Blackpool    |

## Kortebaan (25 meter)

### Ontwikkeling wereldrecord
| Nr. | Naam                                                                   | Land             | Tijd    | Datum            | Plaats            |
| --- | ---------------------------------------------------------------------- | ---------------- | ------- | ---------------- | ----------------- |
|     | Jack Alexy, Luke Hobson, Kieran Smith, Chris Guiliano                  | Verenigde Staten | 3.01.66 | 10 december 2024 | Boedapest         |
|     | Alessandro Miressi, Paolo Conte Bonin, Leonardo Deplano, Thomas Ceccon | Italië           | 3.02,75 | 13 december 2022 | Melbourne         |
|     | Nathan Adrian, Matt Grevers, Garrett Weber-Gale, Michael Phelps        | Verenigde Staten | 3.03,30 | 19 december 2009 | Manchester        |
|     | Grégory Mallet, Fabien Gilot, William Meynard, Frédérick Bousquet      | Frankrijk        | 3.04,98 | 20 december 2008 | Istres            |
|     | Ryan Lochte, Bryan Lundquist, Nathan Adrian, Doug Van Wie              | Verenigde Staten | 3.08,44 | 9 april 2008     | Manchester        |
|     | Johan Nyström, Lars Frölander, Mathias Ohlin, Stefan Nystrand          | Zweden           | 3.09,57 | 16 maart 2000    | Athene            |
|     | Fernando Scherer, Gustavo Borges, Alexandre Massura, Carlos Jayme      | Brazilië         | 3.10,45 | 19 december 1998 | Rio de Janeiro    |
|     | Fernando Scherer, Teofilo Ferreira, José Carlos Souza, Gustavo Borges  | Brazilië         | 3.12,11 | 5 december 1993  | Palma de Mallorca |
|     | Gustavo Borges, Fernando Scherer, José Carlos Souza, Teofilo Ferreira  | Brazilië         | 3.13,97 | 7 juli 1993      | Santos            |

- FINA erkent wereldrecords op kortebaan sinds maart 1991.

### OntwikkelingEuropeesrecord
| Nr. | Naam                                                                             | Land        | Tijd    | Datum            | Plaats      |
| --- | -------------------------------------------------------------------------------- | ----------- | ------- | ---------------- | ----------- |
|     | Grégory Mallet, Fabien Gilot, William Meynard, Frédérick Bousquet                | Frankrijk   | 3.04,98 | 20 december 2008 | Istres      |
|     | Robert Lijesen, Bas van Velthoven, Mitja Zastrow, Robin van Aggele               | Nederland   | 3.09,18 | 9 april 2008     | Manchester  |
|     | Johan Nyström, Lars Frölander, Mathias Ohlin, Stefan Nystrand                    | Zweden      | 3.09,57 | 16 maart 2000    | Athene      |
|     | Mark Veens, Johan Kenkhuis, Marcel Wouda, Pieter van den Hoogenband              | Nederland   | 3.11,57 | 1 april 1999     | Hongkong    |
|     | Tommy Werner, Anders Holmertz, Michael Söderlund, Joakim Holmqvist               | Zweden      | 3.14,00 | 19 maart 1989    | Malmö       |
|     | Gennadi Prigoda, Aleksey Borislavskiy, Veniamin Tajanovitsj, Vladimir Tkatsjenko | Sovjet-Unie | 3.15,07 | 13 december 1987 | Monte Carlo |
|     | Tommy Werner, Michael Söderlund, Anders Holmertz, Göran Titus                    | Zweden      | 3.16,46 | 14 december 1986 | Malmö       |

### Ontwikkeling Nederlands record
| Nr. | Naam                                                                  | Club                | Tijd      | Datum             | Plaats       |
| --- | --------------------------------------------------------------------- | ------------------- | --------- | ----------------- | ------------ |
|     | Robert Lijesen, Bas van Velthoven, Mitja Zastrow, Robin van Aggele    | KNZB                | 3.09,18   | 9 april 2008      | Manchester   |
|     | Robert Lijesen, Bas van Velthoven, Joost Reijns, Mitja Zastrow        | KNZB                | 3.10,69   | 9 april 2008      | Manchester   |
|     | Mark Veens, Johan Kenkhuis, Marcel Wouda, Pieter van den Hoogenband   | KNZB                | 3.11,57   | 1 april 1999      | Hongkong     |
|     | Stefan Aartsen, Mark Veens, Johan Kenkhuis, Werner van den Berg       | KNZB                | 3.17,90   | 1 april 1999      | Hongkong     |
|     | Tim Hoeymans, Bram van Haandel, Pie Geelen, Pieter van den Hoogenband | PSV                 | 3.18,11   | 16 december 1994  | Amersfoort   |
|     | Frank Drost, Peter Drost, Edsard Schlingemann, Patrick Dybiona        | AZ&PC               | 3.21,61   | 28 februari 1986  | Emmen        |
|     | Frank Drost, Patrick Dybiona, Peter Drost, Edsard Schlingemann        | AZ&PC               | 3.23,49   | 3 maart 1985      | Harderwijk   |
|     | Hans Kroes, Edsard Schlingemann, Frank Drost, Edward Maasdijk         | KNZB                | 3.25,42   | 19 december 1982  | Göteborg     |
|     | Hans Kroes, Frank Drost, Cees Vervoorn, Edward Maasdijk               | KNZB                | 3.26,74 1 | 5 augustus 1982   | Guayaquil    |
|     | Hans Kroes, Frank Drost, Cees Vervoorn, Edward Maasdijk               | KNZB                | 3.27,75 1 | 5 augustus 1982   | Guayaquil    |
|     | Hans Kroes, Peter Drost, Edward Maasdijk, Albert Boonstra             | KNZB                | 3.27,97   | 21 december 1980  | Antibes      |
|     | Hans Kroes, Peter Drost, Edward Maasdijk, Albert Boonstra             | KNZB                | 3.30,50   | 21 december 1980  | Antibes      |
|     | René Jansen, Marco van de Brink, Gerard Smit, Fred Eefting            | Zwemlust/den Hommel | 3.32,49   | 2 maart 1980      | Tilburg      |
|     | Hans Elzerman, Cees Vervoorn, Henk Elzerman, René van der Kuil        | Zian/Vitesse        | 3.33,03   | 12 maart 1978     | Schagen      |
|     | René van der Kuil, Henk Elzerman, Fred Eefting, Albert Boonstra       | KNZB                | 3.34,64 1 | 16 augustus 1977  | Jönköping    |
|     | Andre in het Veld, René van der Kuil, Karim Ressang, Henk Elzerman    | KNZB                | 3.36,83 1 | 14 augustus 1976  | Boekarest    |
|     | Bert Bergsma, Ruud Beele, Hans Elzerman, Henk Mulder                  | Zian/Vitesse        | 3.37,0    | 26 februari 1973  | Den Haag     |
|     | Bert Bergsma, Ruud Beele, Hans Elzerman, Henk Mulder                  | Zian/Vitesse        | 3.38,3    | 18 februari 1973  | Den Haag     |
|     | Bert Bergsma, Peter Prijdekker, Henk Mulder, Piet Brouwers            | Zian                | 3.39,8    | 26 februari 1972  | Den Haag     |
|     | Bert Bergsma, Peter Prijdekker, Bob Schoutsen, Ruud Beele             | KNZB                | 3.42,0 1  | 21 augustus 1971  | Waldkraiburg |
|     | Peter Prijdekker, Jan Evert Veer, Henk Mulder, Piet Brouwers          | Zian                | 3.42,9    | 17 januari 1971   | Den Haag     |
|     | Ron Kroon, Vinus van Baalen, Jan Jiskoot, Johan Bontekoe              | KNZB                | 3.43,8 1  | 13 oktober 1964   | Tokio        |
|     | Ron Kroon, Vinus van Baalen, Jan Jiskoot, Bert Sitters                | KNZB                | 3.44,3 1  | 16 augustus 1964  | Dieren       |
|     | Bert Sitters, Peter Vroegop, Jan Bouwman, Jan Jiskoot                 | Het Y               | 3.49,0    | 22 september 1963 | Amsterdam    |
|     | Bert Sitters, Peter Vroegop, Jan Jiskoot, Ron Kroon                   | KNZB                | 3.49,8 1  | 24 augustus 1962  | Leipzig      |
|     | Bert Sitters, Peter Vroegop, Jan Jiskoot, Ron Kroon                   | KNZB                | 3.50,8 1  | 23 augustus 1962  | Leipzig      |
|     | Bert Sitters, Peter Vroegop, Jan Jiskoot, Ron Kroon                   | KNZB                | 3.54,3 1  | 9 juli 1962       | Rhenen       |
|     | Jan Bouwman, Charles Ritton, Herman Willemse, Theo Hoogveld           | KNZB                | 4.00,3 1  | 18 mei 1957       | Blackpool    |

1 = Gezwommen op langebaan. Indien tijd op langebaan sneller is dan tijd op kortebaan dan geldt de eerste als officieel record.